# رازبورای دم‌قرمز
رازبورای دم‌قرمز (rasbora را borapetensis) یک ماهی آب شیرین از خانواده کپورماهیان و بومی قاره آسیا بوده و بیشتر در مکونگ، چائو پرایا، و حوضه مائه کلونگ و همچنین در شمال شبه جزیره مالایا زندگی می‌کند. واژه دم قرمز از لکه قرمز دم این ماهی گرفته شده‌است. در دنیای آکواریوم، آن را با نام‌های مختلفی از جمله رازبورای خط مشکی (blackline rasbora)، رازبورای بورا بورا و راسبورای برلیان می‌شناسند.

## ویژگی‌ها
رازبورای دم قرمز یک ماهی صاف و نقره‌ای است که دارای نوار وسط جانبی قهوه‌ای تیره یا سیاه است که از دهانه آبشش تا جلوی پایه باله دمی می‌رسد. بالای این خط یک نوار طلایی قرار دارد. باله دمی به رنگ قرمز روشن است و برخلاف رابورای برلیان (Brilliant rasbora)، دارای هیچ رنگدانه سیاهی نیست. این دو جنس شبیه هم هستند، اما ماده‌های بالغ کمی بزرگتر از نر هستند. ماهی تا حدود ۶ سانتی‌متر (۲٫۵ اینچ) رشد می‌کند.

## زیستگاه
رازبورای دم قرمز در سطح تا لایه‌های میانی در حوضچه‌ها، خندق‌ها، کانال‌ها و حاشیه‌های مخزن به عمق ۲ متر یا کمتر شنا می‌کند. محدوده پی‌اچ بین ۶٫۵ تا ۷٫۰، سختی آب (dH) بین ۵ تا ۱۲ و دمای ۲۲ تا ۲۶ درجه سانتیگراد را ترجیح می‌دهد.

## در آکواریوم
رازبورای دم قرمز یک ماهی آکواریومی محبوب است که جریان آبی با حرکت آهسته و پر از گیاه را ترجیح می‌دهد. این ماهی به معنای واقعی کلمه یک ماهی گله ای است و تقریباً همیشه در دسته‌های متراکم مشاهده می‌شود. این ماهی، گونه ای مقاوم و بسیار صلح جوست که می‌تواند با دیگر گونه‌های صلح جو مانند لوچ، تتراهای کوچک و بزرگ، ماهی‌های زنده زا، لجن خوار و انواع رنگین ماهی‌ها نگهداری شود.